# 擬狐獸
擬狐獸屬是一個屬於細齒獸類滅絕的屬。牠是所有肉食性動物的祖先。